# Mastretta MXT
Der Mastretta MXT ist ein Sportwagen des mexikanischen Automobilherstellers Mastretta Cars.

## Beschreibung
Das Debüt des serienreifen Fahrzeuges fand im Dezember 2007 auf dem mexikanischen Autosalon statt. Die Fertigung der Karosserie erfolgt in Carbonleichtbauweise mittels Stahlrohrrahmen. Die daran befestigten Achsen weisen einen Radstand von 2,41 m bei einer Gesamtlänge von 3,90 m auf. Bei einer Breite von 1,75 Meter und einer Höhe von 1,13 m beträgt das Gesamtgewicht mit dem derzeit vorgesehenen, quer eingebauten 3,8-Liter-Mittelmotor V8 nur knapp 980 kg. Bei einer Leistung von etwa 489 PS soll eine Beschleunigung von Null auf 100 km/h in knapp 4,3 Sekunden möglich sein. Die Kraftübertragung erfolgt über ein manuelles Fünfgang-Getriebe. Die Höchstgeschwindigkeit wird mit 300 km/h angegeben. 
Der Preis wird umgerechnet mit ca. 34.500 € angegeben.
Spätestens 2015 mit der Aufgabe der Fahrzeugproduktion bei Mastretta Cars endete die Fertigung.